# Akuter arterieller Extremitätenverschluss

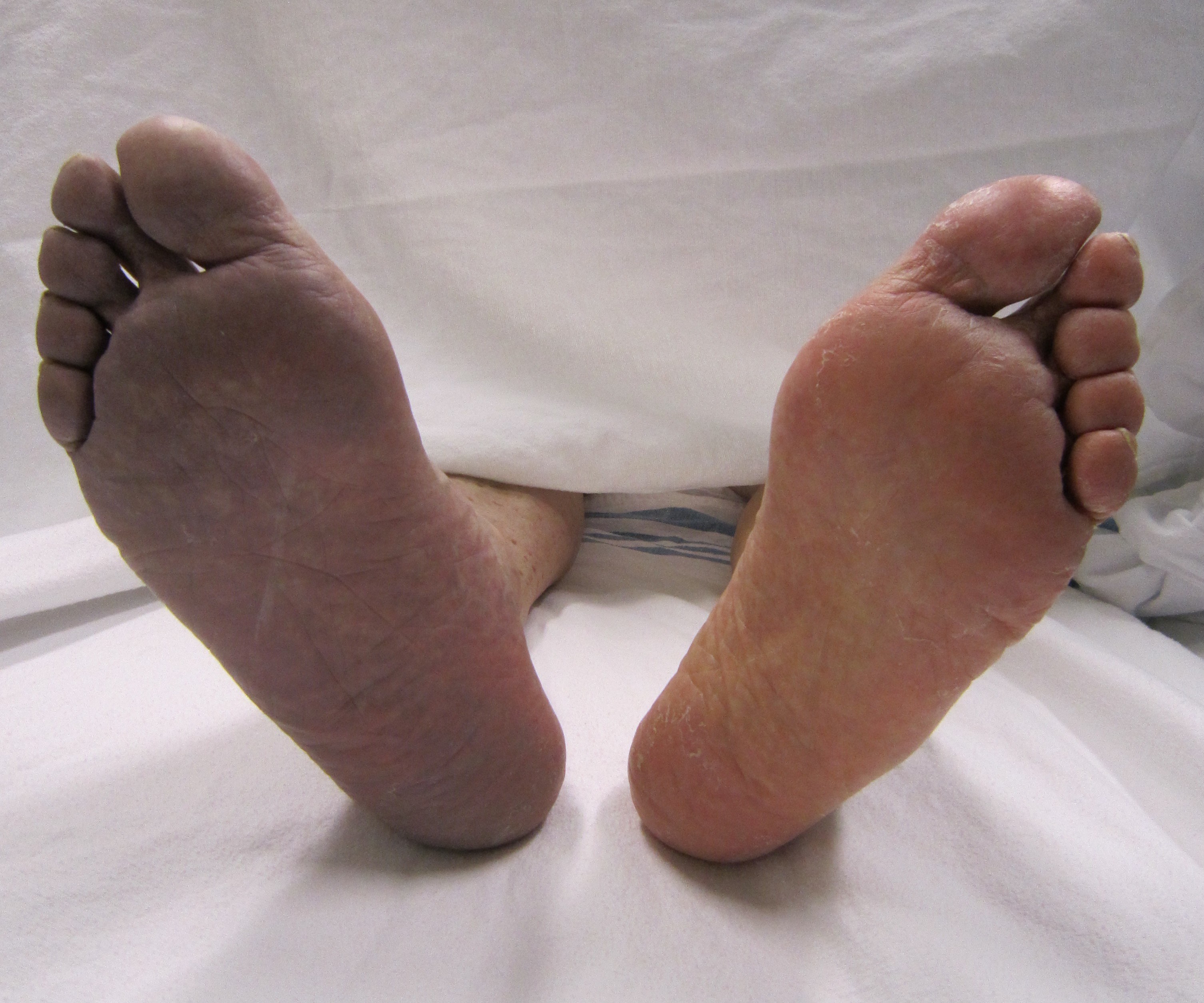
Blauverfärbung des rechten Fußes bei einem akuten arteriellen Extremitätenverschluss

Der akute arterielle Extremitätenverschluss ist eine Gefäßerkrankung, bei der Blutgerinnsel (Thromben) Arterien der Extremitäten verlegen. Er ist eine Form der arteriellen Thromboembolie und tritt am häufigsten in der unteren Extremität auf. Herzerkrankungen, eine gesteigerte Blutgerinnung und die Atherosklerose sind die häufigsten Grunderkrankungen. Im Gegensatz zur chronisch verlaufenden peripheren arteriellen Verschlusskrankheit tritt die Erkrankung plötzlich (akut) auf.
Die betroffene Extremität ist schmerzhaft, blass oder zyanotisch und kalt. Zur Diagnose werden Doppler-Sonographie und Angiographie eingesetzt. In der Akutphase wird mit Heparin behandelt, die Extremitäten werden tief gelagert, es können Schmerzmittel verabreicht werden. Anschließend wird das Gerinnsel in einer spezialisierten Einrichtung chirurgisch oder interventionell entfernt; somit kann eine Revaskularisation erzielt werden. Bei schweren Schädigungen der Extremität kann eine Amputation notwendig sein.